# Муза (деревня)
 Муза  — опустевшая деревня в Юринском районе Республики Марий Эл. Входит в состав Васильевского сельского поселения.

## География
Находится в юго-западной части республики Марий Эл на правобережье Ветлуги на расстоянии приблизительно 35 км на северо-запад от районного центра посёлка Юрино.

## История
Образована в конце XVII — начале XVIII веков. В 1920-е годы здесь было около 80 хозяйств и около 250 жителей, в 1940 362 жителя, в 1974 23 хозяйства и 63 жителя, в 1992 22 человека. Работали в советское время колхозы «Красный борец» и «Победа». Пустеть деревня начала после Великой Отечественной войны.

## Население
Население составляло 6 человек (русские 100 %) в 2002 году, 0 в 2010.